# پیر تورسان
پیر تورسان (انگلیسی: Pierre Thorsson؛ زادهٔ ۲۱ ژوئن ۱۹۶۶) بازیکن هندبال اهل سوئد است.